# Prithvi (misil)
El Prithvi, también conocido como Prithvi Advance Defence (PAD) es un misil balístico indio de una sola etapa y corto alcance, propulsado por combustible sólido, desarrollado a finales de los años 1980. Entró en servicio en 1995.
El primer vuelo de un Prithvi tuvo lugar el 25 de febrero de 1988.

## Especificaciones
- Apogeo: 100 km
- Masa total: 14.000 kg
- Diámetro: 1,1 m
- Longitud total: 8,48 m
- Envergadura: 1,1 m
- Alcance máximo: 154 km
- CEP: 0,24 km

### Desarrollos relacionados
- PDV
- AAD